# Mathías Cubero
Pour les articles homonymes, voir Cubero (homonymie).
Jonathan Mathías Cubero Rieta est un footballeur uruguayen né le 15 janvier 1994 à Montevideo. Il évolue au poste de gardien de but au Club Atlético Cerro.

## Palmarès

### En équipe nationale
- Équipe d'Uruguay des moins de 17 ans
  - Deuxième du Championnat des moins de 17 ans de la CONMEBOL en 2011
    - Finaliste de la Coupe du monde des moins de 17 ans en 2011

### Distinctions personnelles
- Équipe d'Uruguay des moins de 17 ans
  - Gant d'or de la Coupe du monde des moins de 17 ans en 2011